# Haloide
Haloides são minerais caracterizados pela combinação dos íons halogênios eletronegativos (Cl-, Br-, F- e I-) com metais e metaloides.Esses íons são grandes, fracamente carregados e de fácil polarização e quando se combinam com cátions de baixa valência, relativamente grandes e fracamente polarizados, comportam-se como se fossem esféricos, gerando empacotamento de alta simetria, aspecto este exemplificado pela halita, silvita e fluorita, que são isométricos e hexaoctaédricos. Por outro lado, as cargas eletrostáticas fracas, aliadas a íons grandes, fazem com que as cargas sejam distribuídas sobre toda a superfície dos íons quase esféricos e, em consequência disto, os halóides constituem-se nos exemplos mais perfeitos de ligação iônica pura. Disto resulta dureza baixa, pontos de fusão moderado a altos, solubilidade fácil e má condutibilidade térmica e elétrica no estado cristalino. Já em solução a condução da eletricidade dá-se pelos íons e não pelos elétrons (processo eletrolítico).
A ligação iônica confere aos halogenetos a propriedade de serem excelentes condutores de eletricidade no estado de fusão, possibilitando a utilização comercial para a preparação do cloro e do sódio por eletrólise do cloreto em fusão nas celas Downs, e no processo Hall para a preparação eletrolítica do alumínio usando a criolita em estado de fusão.
Quando os íons halogênicos se combinam com cátions menores e mais fortemente polarizados do que os dos metais alcalinos, resultam estruturas de menor simetria e a ligação passa a ser de transição para covalente. Em tais estruturas, a água e a hidroxíla entram comumente como constituintes essenciais, como na atacamita e na carnallita. Exemplo:O sal-gema,um haloide que dá origem ao sal de cozinha